# پلزنیکل

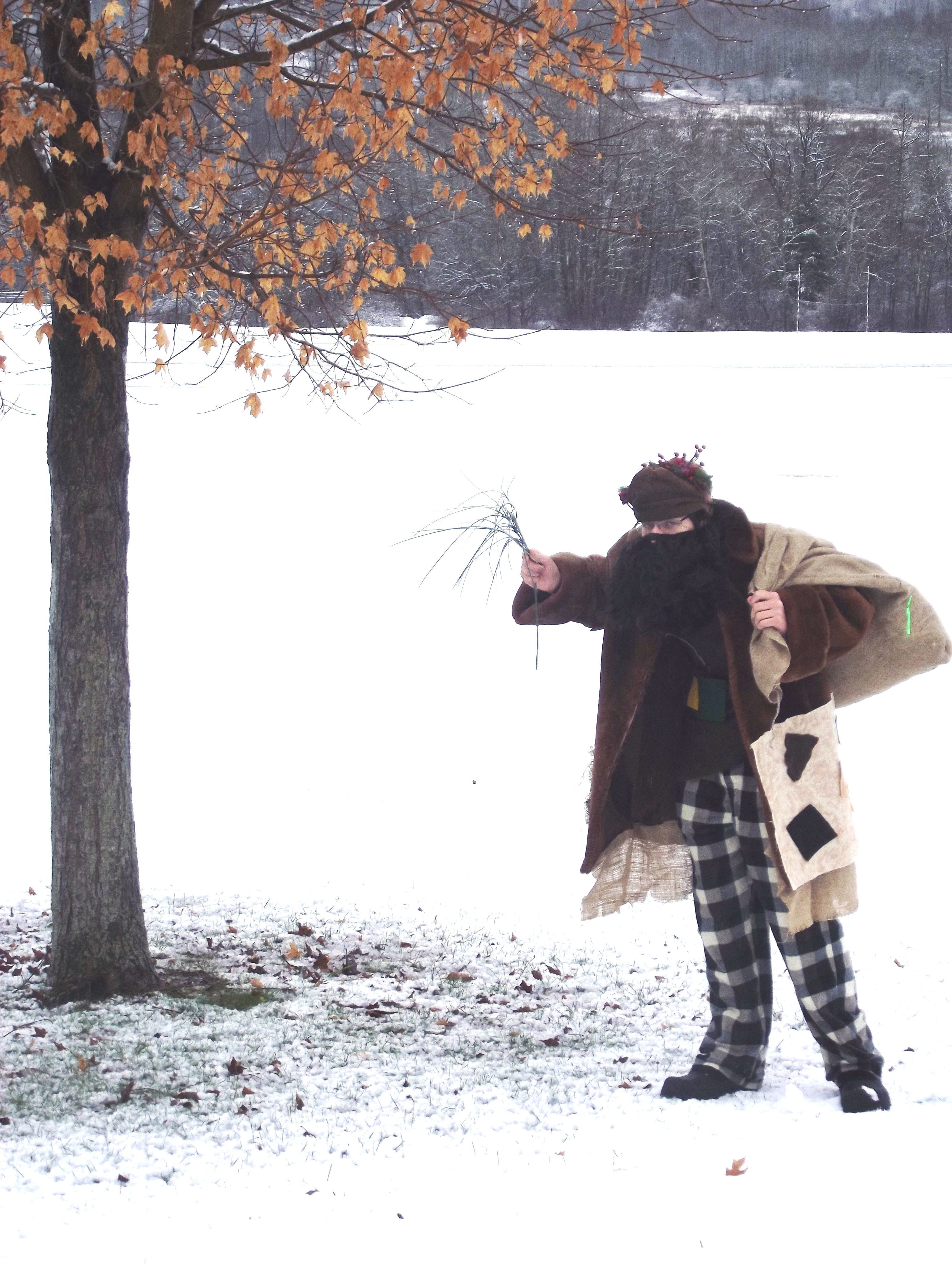
مردی در لباس مسافرتی خود مانند بلسنیکل مدرن در راه بود تا کودکان را در مدارس نورویچ نیویورک بترساند که توسط پلیس دستگیر شد. دسامبر ۲۰۱۲.

کت خز یا پلزنیکل (همچنین در گویش‌های مختلف آلمانیPelzemärtel , Pelzermärtel , Pelzamärdl , Bulzermärtel یا Pelzmartin) نامی رایج در بخش‌هایی از فرانکونی (جنوب آلمان) برای هدیه‌آوران قبل از کریسمس است. در منطقه او همچنین به عنوان پلزنیکل ظاهر می‌شود. آداب و رسوم روز سنت نیکلاس ("نیکل") و سنت مارتین ("مارتل") با هم در این نام جریان دارد. در کیسه خود، در روز مارتین، یازدهم، هدایایی آورده‌است نوامبر، یا در روز سنت نیکلاس، ۶ آذر (نوامبر) ماه برای بچه‌های خوب آجیل و میوه، برای بچه‌های شیطان یک دسته چوب دارد که آنها را با آن تنبیه می‌کند.

## ریشه کلمه
Pelzmärtel از Pelz (از آلمانی مرکزی غربی "pelzen"، که به معنای چیزی شبیه "ضربه" است) و کوچکتر فرانکونی برای Martin, "Märtel" یا "Märtel" گرفته شده‌است. "مارتل"؛ بر این اساس، "نیکل" شکل کوچک نیکلاس است. در زبان عامیانه به آن Bulzermärtel یا Belzermärtel نیز می‌گویند.
گویش نورنبرگ تلفظ‌های «Belzermärdl» و «Bulzer» یا «Bulzamärdl» را برای Pelzmärtel می‌داند.

## آداب و رسوم مشابه
در شوابن، بلزمارت به عنوان همدم شرور سنت نیکلاس یا به عنوان همراه مسیح کودک ظاهر می‌شود. به عنوان مثال، در باد هررن‌آلب در جنگل سیاه، این شخصیت در شب کریسمس از خانه ای به خانه دیگر می‌رود تا ارواح شیطانی را با به صدا درآوردن زنگ‌ها از خود دور کند، و در بعد از ظهر شب کریسمس کت خز با کودک مسیح در خانه ظاهر می‌شود. «بازی کریسمس» سالانه باشگاه موسیقی محلی در میدان بازار. او لباسی می‌پوشد که قدمت آن به سال ۱۵۰ می‌رسد با طناب از نی چاودار به هم دوخته شده‌است.
در اتریش، کرامپوس را می‌توان به عنوان یک همراه «تنبیه کننده» (مجهز به میله) برای سنت نیکلاس یافت، در حالی که در شمال آلمان سنت نیکلاس با Knecht Ruprecht همراه است.
در آلمانی غربی مرکزی (فالتز)، عبارات Belzenickel یا بلزنیکل مشترک است. سنت بلزنیکل احتمالاً توسط مهاجران از پفالتس به پنسیلوانیا آورده شده‌است. این سنت تا همین اواخر در برخی نقاط هنوز زنده بود، اگرچه باید بین بلزنیکل (یا بلزنیکل) در مناطق روستایی و در مناطق شهری تمایز قائل شد. بلزنیکل پالاتین-پنسیلوانیا را پدر بابا نوئل آمریکایی می‌دانند
در شهرهای واله دو ایتاجای برزیل، مانند گوابیروبا، در ایالت سانتا کاتارینا، آن را با نام نیکل خز می‌شناسند. در اینجا نیز این رسم توسط مهاجران آلمانی معرفی شد. پلزنیکل در دو روز در سال، در روز سنت نیکلاس و در شب کریسمس منتشر می‌شود. بقیه سال را در جنگل زندگی می‌کند. به همین دلیل است که از او با نام پاپای نوئل دو ماتو، «بابا نوئل جنگل» نیز یاد می‌شود. وظیفه او کمک به بابا نوئل و بابانوئل و تنبیه بچه‌های شیطان است. همچنین مرسوم است که کودکان به او سرپستانک و شیشه شیر می‌دهند.

## ادبیات
- هانس هوبرت هافمن: پلزمارتل و نیکولاس. در: فردیناند رانفت: از رودخانه اصلی تا دانوب. Frankenverlag Lorenz Spindler، نورنبرگ ۱۹۶۱، صص ۳۸–۴۰.
- ارنست اتو لوتارد: کریسمس قدیمی فرانکونی. Echter Verlag, Würzburg 2000, ISBN 978-3-429-02262-4.
- الیسون سوزا کاسترو: Personagens Natalinos no Vale do Itajaí (شکل‌های کریسمس در دره ایتاجای). Unifebe, Brusque, 2021, ISBN 978-65-86346-14-5 (پرتغالی برزیل)
- الیسون سوزا کاسترو: Se correr o bicho pega, se ficar o bicho leva: Percursos históricos, usos e sentidos atribuídos ao Pelznickel em Guabiruba-SC (اگر بدوید می‌گیرید، اگر بمانید می‌گیرید: مسیرهای تاریخی، کاربردها و معانی، منتسب به Pelznickel در Guabiruba-SC). پایان‌نامه. (https://www.univille.edu.br/account/mpcs/VirtualDisk.html?action=readFile&file=AlissonSousaCastro.pdf&current=/Dissertacoes)
- فردریش گول: حالا گوش کن، اما نترس، کل داستان پلزمارتل.
- فرانتس فون پوچی: کت خز.

## لینک‌های وب
املای آلمان غربی مرکزی و آلمانی جنوب غربی با "P" یا "B" بر اساس فرهنگ لغت دیجیتال زبان آلمانی (DWDS) Pelznickel, Belznickel و Belzenickel
سایر املای آلمانی مرکزی غربی بر اساس Duden Belzenickel یا Belznickel